# Chrysodema coolsi
Chrysodema coolsi es una especie de escarabajo del género Chrysodema, familia Buprestidae. Fue descrita científicamente por Holynski en 1994.